# Evropský hokejový pohár 1975/1976
11. ročník hokejového turnaje European Cupu.Vítězem turnaje se stala CSKA Moskva.

## 1. kolo
- SC Bern (Švýcarsko) - Ferencvárosi TC Budapest (Maďarsko) 5:2, 6:5
- SG Cortina Doria (Itálie) - Düsseldorfer EG (NSR) 3:1, 1:12
- Tilburg Trappers (Nizozemsko) - HK Olimpija Lublaň (Jugoslávie) 4:3, 1:5
- HC Saint-Gervais (Francie) - ATSE Graz (Rakousko) HC Saint-Gervais odstoupil
- CSKA Sept. zname Sofija (Bulharsko) - SG Dynamo Weißwasser (NDR) 0:8, 1:11
- Gladsaxe SF (Dánsko) - SK Frisk-Asker (Norsko) 2:7, 0:12 (obě utkání v Kodani)

## 2. kolo
- SC Bern - ATSE Graz 4:1, 8:3
- SK Frisk-Asker - SG Dynamo Weißwasser 3:6, 1:14
- Düsseldorfer EG - HK Olimpija Lublaň, HK Olimpija Lublaň odstoupila
- Tappara Tampere (Finsko) - Leksands IF (Švédsko) Leksands IF odstoupil

## 3. kolo
- SC Bern - Düsseldorfer EG 6:3, 1:8
- Tappara Tampere - SG Dynamo Weißwasser 3:2, 3:0

## Semifinále
- Düsseldorfer EG - Poldi SONP Kladno (Československo) 5:8 (0:2,2:5,3:1) 6. dubna 1977 (obě utkání v Düsseldorfu)
- Düsseldorfer EG - Poldi SONP Kladno 3:4 (0:1,3:2,0:1) 7. dubna
- Tappara Tampere - CSKA Moskva (SSSR) 2:1, 4:5 (SN 2:4) (obě utkání v Tampere)

## Finále
(7. a 9. prosince 1977)
- Poldi SONP Kladno - CSKA Moskva 0:6 (0:1,0:3,0:2) 7. prosince
- CSKA Moskva - Poldi SONP Kladno 4:2 (2:1,0:0,2:1) 9. prosince